# Sayre (Oklahoma)
Sayre é uma cidade localizada no estado norte-americano de Oklahoma, no Condado de Beckham.

## Demografia
Segundo o censo norte-americano de 2000, a sua população era de 4114 habitantes.
Em 2006, foi estimada uma população de 2872, um decréscimo de 1242 (-30.2%).

## Geografia
De acordo com o United States Census Bureau tem uma área de
8,8 km², dos quais 8,8 km² cobertos por terra e 0,0 km² cobertos por água. Sayre localiza-se a aproximadamente 551 m acima do nível do mar.

## Localidades na vizinhança
O diagrama seguinte representa as localidades num raio de 36 km ao redor de Sayre.